# Suzanne Vega
Suzanne Nadine Vega (11 de juliol de 1959 a Santa Monica, Califòrnia) és una cantant i compositora estatunidenca, coneguda per la seva música d'inspiració popular. La carrera musical de Vega abasta gairebé 40 anys. Va tenir protagonisme a mitjans dels anys 80, llançant quatre senzills que van entrar a les llistes Top 40 del Regne Unit durant les dècades de 1980 i 1990, incloent "Marlene on the Wall", "Left of Center", "Luka" i "No Cheap Thrill". ". "Tom's Diner", que es va publicar originalment com a gravació a capella al segon àlbum d'estudi de Vega, Solitude Standing (1987), va ser remezclat el 1990 com a pista de ball pel duo electrònic anglès DNA amb Vega com a artista destacat, i es va convertir en un dels millors. 10 cops en més de cinc països. L'enregistrament original a capella de la cançó es va utilitzar com a prova durant la creació del format MP3. El paper de la seva cançó en el desenvolupament de la compressió MP3 va portar a Vega a rebre el títol de "La mare de l'MP3".
Vega ha publicat nou àlbums d'estudi fins ara, [quan?] l'últim dels quals és Lover, Beloved: Songs from an Evening with Carson McCullers, publicat el 2016.

## Joventut
Suzanne Nadine Vega, als dos anys, es va traslladar amb la seva família a Nova York. Els seus pares es van divorciar poc després del seu naixement. La seva mare, Pat Vega (de soltera Schumacher), és una analista de sistemes informàtics de l'herència alemanya-sueca. El seu pare, Richard Peck, és d'origen britànic. El seu padrastre, Edgardo Vega Yunqué, també conegut com Ed Vega, va ser un escriptor i professor de Puerto Rico. Quan Vega tenia dos anys i mig, la seva família es va traslladar a la ciutat de Nova York. Es va criar a Harlem a l'Upper West Side. No va ser conscient que Peck era el seu pare biològic fins als nou anys. La Vega i el seu pare es van conèixer per primera vegada als 20 anys i es mantenen en contacte. Als nou anys va escriure el seu primer poema i amb catorze va començar a compondre cançons. Va cursar estudis de dansa contemporània i va freqüentar els clubs de Greenwich Village mentre assistia a classes de Literatura a l'escola d'art Barnard College. El 1984, arran de les seves actuacions, va obtenir la possibilitat de gravar un àlbum amb la discogràfica A&M.
Va estar casada amb el seu productor Mitchell Froom, que va influir en la seva música al llarg dels anys 90, duent-la cap a un terreny més experimental. El matrimoni va tenir una filla, Ruby, nascuda el 1994, i es va separar l'any 2000. L'artista va tornar a casar-se el 2006 amb Paul Mills, a qui coneix des de la seva joventut.

## Carrera
dècada de 1980
Mentre es va especialitzar en literatura anglesa al Barnard College, va actuar en petits locals de Greenwich Village, on va col·laborar habitualment al grup de compositors de Jack Hardy dels dilluns a la nit al Cornelia Street Cafe i va publicar algunes de les seves primeres cançons a Fast. Àlbums d'antologia popular. El 1984, va rebre un contracte de gravació amb un segell important, la qual cosa la va convertir en una de les primeres artistes de "Fast Folk" a esclatar amb un segell important.
L'àlbum d'estudi de debut homònim de Vega va ser llançat el 1985 i va ser ben rebut per la crítica als Estats Units; va aconseguir l'estatus de platí al Regne Unit. Produïdes per Lenny Kaye i Steve Addabbo, les cançons inclouen la guitarra acústica de Vega en arranjaments senzills. Es va publicar un vídeo per a la cançó de l'àlbum "Marlene on the Wall", que va entrar a les rotacions de MTV i VH1. Durant aquest període, Vega també va escriure lletres de dues cançons ("Lightning" i "Freezing") a "Songs from Liquid Days" (1986) del compositor Philip Glass.
La cançó de Vega "Left of Center" coescrita amb Steve Addabbo per a la pel·lícula de John Hughes de 1986 Pretty in Pink va arribar al número 32 a la llista de singles del Regne Unit el 1986.
El seu següent àlbum d'estudi, Solitude Standing (1987), va obtenir èxit de crítica i comercial, venent més d'un milió de còpies als Estats Units Inclou el senzill d'èxit internacional "Luka", que s'escriu sobre, i des del punt de vista d'un nen maltractat, en aquell moment un tema poc comú per a un èxit pop. Tot i que continua centrant-se en la guitarra acústica de Vega, la música està més fortament orientada al pop i presenta arranjaments més complets. Després de l'èxit de l'àlbum, el 1989 Vega es va convertir en la primera artista femenina a encapçalar el Festival de Glastonbury. A més, l'actuació va ser notable perquè Vega interpretava el seu conjunt amb una armilla antibales, la seva banda havia rebut amenaces de mort d'un fan obsessionat abans del festival.
La capella "Tom's Diner" de Solitude Standing es va convertir en un èxit el 1990, després d'haver estat remesclat per dos productors de dansa britànics sota el nom d'ADN. El tema era originalment piratejat, fins que Vega va permetre que DNA l'alliberés a través de la seva companyia discogràfica, i es va convertir en el seu major èxit.
dècada de 1990
El tercer àlbum d'estudi de Vega, Days of Open Hand (1990), va continuar a l'estil dels seus dos primers àlbums d'estudi.
El 1992, va llançar el seu quart àlbum d'estudi 99.9F°. Consisteix en una barreja de música folk, ritmes de ball i música industrial. Aquest disc va rebre l'estatus d'or per la RIAA (Recording Industry Association of America) en reconeixement de la venda de més de 500.000 còpies als Estats Units. El senzill "Blood Makes Noise" d'aquest àlbum va assolir el número u a les pistes de rock modern de Billboard. Vega es va casar més tard amb el productor de l'àlbum Mitchell Froom.
El seu cinquè àlbum d'estudi, Nine Objects of Desire, va ser llançat el 1996. La música varia entre un estil frugal i senzill i la producció industrial de 99.9F°. Aquest àlbum conté "Caramel", que apareix a la pel·lícula The Truth About Cats & Dogs (1996), i més tard el tràiler de la pel·lícula Closer (2004). Una cançó no inclosa en aquest àlbum, "Woman on the Tier", va aparèixer a la banda sonora de la pel·lícula Dead Man Walking (1996).
L'any 1997 va participar cantant a l'àlbum conceptual Heaven & Hell, una interpretació musical dels set pecats capitals del seu company Joe Jackson, amb qui ja havia col·laborat el 1986 a "Left of Center" de la banda sonora de Pretty in Pink (amb Vega cantant i Jackson tocant el piano).
El 1999, Avon Books va publicar el llibre de Vega The Passionate Eye: The Collected Writings of Suzanne Vega, un volum de poemes, lletres, assaigs i articles periodístics.Gewertz, Daniel (February 24, 1999). "Vega has 'Eye' for passionate poetry". The Boston Herald. Boston, MA. Archived from the original on September 11, 2016. Retrieved June 28, 2016. – via HighBeam Research
anys 2000

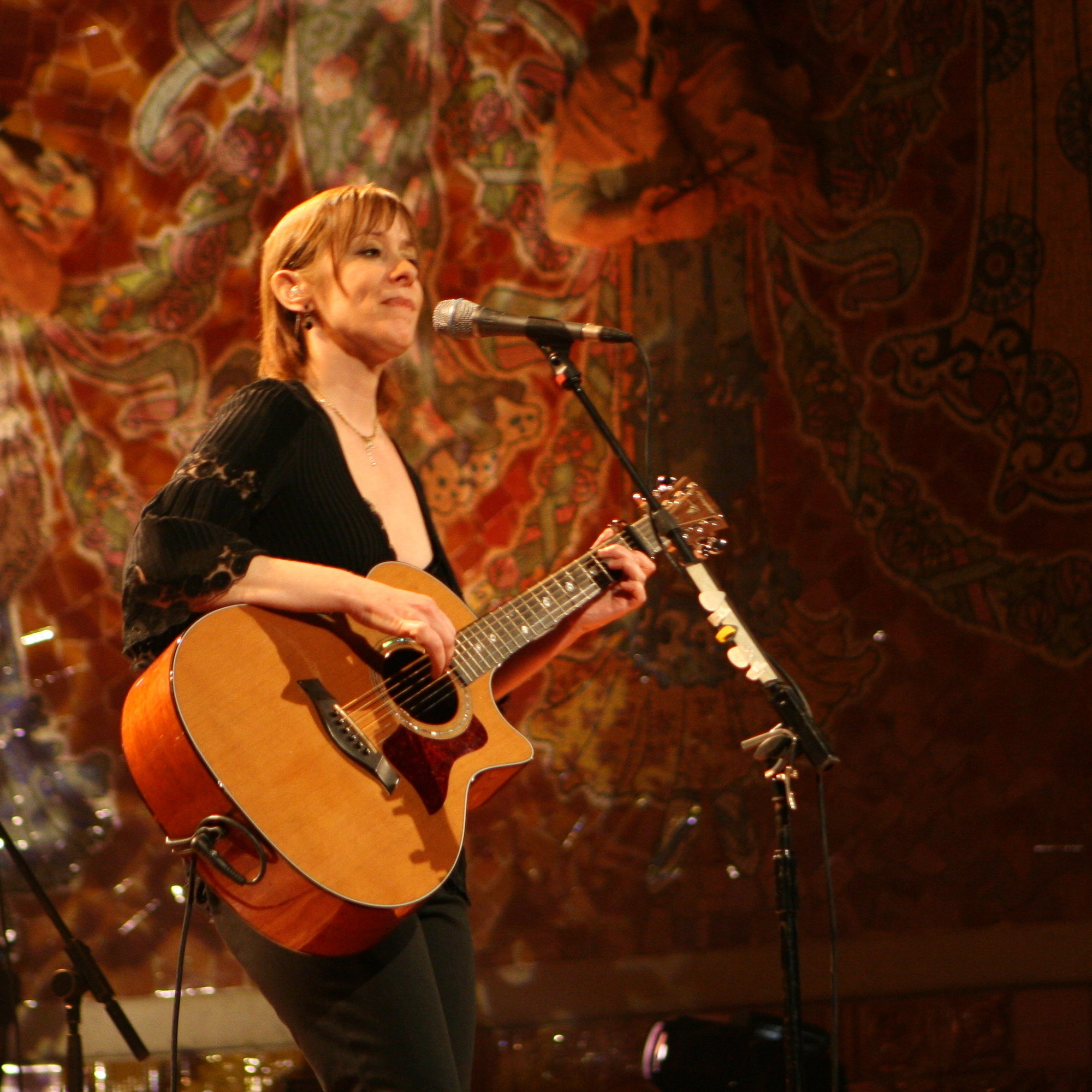
Vega Speed One, 2008

El setembre de 2001, Vega va publicar un nou àlbum d'estudi titulat Songs in Red and Grey. Tres cançons tracten sobre el divorci de Vega amb el seu primer marit, Mitchell Froom.
Al concert commemoratiu del seu germà Tim Vega el desembre de 2002, Vega va començar el seu paper com a protagonista del documental de cinema directe, Some Journey, dirigit per Christopher Seufert de Mooncusser Films. El documental no s'ha acabat.
El duo underground de hip hop Felt va batejar una cançó com a "Suzanne Vega" al seu àlbum d'estudi Felt: A Tribute to Christina Ricci, publicat el 2002.
El 2003, es va publicar l'àlbum recopilatori de 21 grans èxits Retrospective: The Best of Suzanne Vega. (La versió britànica de Retrospective incloïa un CD extra de vuit cançons, així com un DVD que contenia 12 cançons). El mateix any va ser convidada pel guitarrista de jazz Bill Frisell, guanyador del premi Grammy, per tocar als concerts de Century of Song a la famosa Ruhrtriennale d'Alemanya.
El 2003, va presentar la sèrie de ràdio American Public Media American Mavericks, sobre compositors nord-americans del segle xx, que va rebre el premi Peabody a l'excel·lència en la radiodifusió.
El 3 d'agost de 2006, Vega es va convertir en el primer gran artista discogràfic a actuar en directe al món virtual basat en Internet, Second Life. L'esdeveniment va ser presentat per John Hockenberry de The Infinite Mind de la ràdio pública.
El 17 de setembre de 2006, va actuar a Central Park, com a part d'un concert benèfic per a la Coalició Save Darfur. Durant el concert va destacar el seu suport a Amnistia Internacional, de la qual és membre des de 1988.
A principis d'octubre de 2006, Vega va participar en l'Academia Film Olomouc (AFO) a Olomouc, República Txeca, el festival de cinema documental més antic d'Europa, en el qual va aparèixer com a convidada principal. Hi va ser convidada com a tema del documental del director Christopher Seufert, que va tenir una projecció de prova al festival. Al final del festival va interpretar les seves cançons clàssiques i va afegir una nova peça anomenada "New York Is a Woman".
Vega també va ser entrevistada al llibre Tot és només una aposta que es va publicar en txec l'octubre de 2006. El llibre conté 12 transcripcions d'entrevistes del programa de tertúlies anomenat Stage Talks que s'executa regularment al "Švandovo divadlo" (Teatre Švandovo) de Praga. Vega va presentar el llibre al públic del "Švandovo divadlo", i juntament amb altres celebritats txeques que van fer una sessió de signatures.
Va signar un nou contracte de gravació amb Blue Note Records a la primavera de 2006, i va llançar Beauty & Crime el 17 de juliol de 2007. L'àlbum, produït per Jimmy Hogarth, va guanyar un premi Grammy al millor àlbum d'enginyeria, no clàssic. El seu contracte no va ser renovat i va ser alliberada el juny de 2008.
El 2007, Vega va seguir l'exemple de nombrosos altres artistes principals i va llançar el seu tema "Pornographer's Dream" com a podsafe. La cançó va passar dues setmanes al número u durant el 2007 i va acabar com l'èxit número 11 de l'any al compte enrere anual del PMC Top10. El 2015, Vega es va unir al jurat dels "14th Annuals Independent Music Awards" per ajudar a la carrera dels músics independents. També va ser jutge dels 6è, 7è, 8è, 9è, 10è, 11è, 12è i 13è Premis de Música Independent.
L'any 2008, l'incendi a d'Universal Music Group al comtat de Los Angeles va provocar la pèrdua o dany d'alguns enregistraments de Vega.
anys 2010

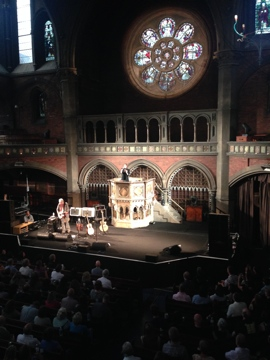
Vega a Union Chapel, Londres, 2015, improvisant amb el púlpit

Es va utilitzar una versió parcial de la seva cançó "Tom's Diner" per presentar la pel·lícula britànica de 2010 4.3.2.1., amb la seva lletra en gran part reescrita per fer ressò de la trama. Aquest híbrid musical es va llançar com a "Keep Moving". Vega va participar en l'àlbum d'estudi Danger Mouse i Sparklehorse Dark Night of the Soul (2010). Va escriure tant la melodia com la lletra de la seva cançó, que es titula "Man Who Played God", inspirada en una biografia de l'artista espanyol Pablo Picasso. Vega va cantar la veu principal a la cançó "Now I Am an Arsonist" amb el cantautor Jonathan Coulton al seu àlbum d'estudi, 'Artificial Heart (2011).
Vega ha tornat a gravar el seu catàleg posterior, tant per raons artístiques com comercials (i de control), a la sèrie Close-up. Vol. 1 (Cançons d'amor) i Vol. 2 (People & Places) va aparèixer el 2010 mentre Vol. 3 (States of Being) es va publicar el juliol de 2011 seguit del vol. 4 (Songs of Family) el setembre de 2012. Els volums 2, 3 i 4 dels àlbums Close-Up incloïen material no gravat anteriorment; Els volums 2 i 3 incloïen cadascun una cançó nova escrita en col·laboració, mentre que el volum 4 incloïa tres cançons que Vega havia escrit anys abans, però que abans no s'havia enregistrat. En total, la sèrie Close-Up de Vega inclou 60 cançons regravades i cinc composicions noves, que representen aproximadament les tres quartes parts de la seva producció de cançons de tota la vida.
Mentre actuaven en directe, Vega i el col·laborador des de molt de temps Gerry Leonard van començar a introduir una sèrie de cançons noves a la llista de cançons, inclosa la favorita en directe "I Never Wear White". Al llarg d'un any, les cançons es van completar i gravar en un estudi en directe amb l'ajuda de diversos convidats. Produït per Leonard, Tales from the Realm of the Queen of Pentacles es va estrenar el febrer de 2014. Va ser el seu primer àlbum de material nou en set anys i es va convertir en el primer àlbum d'estudi de Vega a assolir el Top 40 del Regne Unit des de 1992, arribant al número.
El novè àlbum d'estudi de Vega, Lover, Beloved: Songs from an Evening with Carson McCullers, va ser llançat el 14 d'octubre de 2016.
Anys 2020
Al febrer i març de 2023, Vega va fer una gira pel Regne Unit.

## Composició de cançons
Als nou anys va començar a escriure poesia. El seu padrastre la va animar a fer-ho. Va trigar tres anys a escriure la seva primera cançó, "Brother Mine", que es va acabar als 14 anys. Es va publicar per primera vegada a Close-Up Vol. 4, Songs of Family (2012), juntament amb la seva altra cançó primerenca, "The Silver Lady".
Vega no ha après a llegir notes musicals; ella veu la melodia com una forma i els acords com a colors. Se centra en les lletres i les idees melòdiques; per a funcions avançades, com introduccions o ponts, confia en altres artistes amb qui treballa. La majoria dels seus àlbums, excepte el primer, es van fer amb aquesta cooperació.
Vega acaba el 80% de les cançons que comença a escriure. Va obtenir la melodia de "Tom's Diner" mentre caminava per Broadway a Nova York. Pensava en les pel·lícules franceses de la New Wave.
Les influències artístiques més importants en la seva obra provenen de Lou Reed, Bob Dylan i Leonard Cohen. Alguns altres artistes importants per a ella són Paul Simon i Laura Nyro.

## Guitarres
Actualment, Suzanne Vega toca les guitarres Furch, una marca feta a la República Txeca i va ser el focus d'un concurs de guanyar una guitarra organitzat per Furch el 2021. A mitjans de la dècada de 1980 va tocar guitarres Guild, i a la dècada de 1990 va tocar guitarres Yamaha i Taylor en diferents moments.

## Teatre
Vega i Duncan Sheik van escriure una obra de teatre Carson McCullers Talks About Love, sobre la vida de l'escriptor Carson McCullers. A l'obra dirigida per Kay Matschullat, estrenada el 2011, Vega alterna monòleg i cançons. Vega i Sheik van ser nominats com a Música destacada en una obra de teatre per als 57è premis anuals Drama Desk.
L'àlbum Lover, Beloved: Songs from an Evening with Carson McCullers, basat en aquesta obra, es va publicar el 2016. Vega considera que es una tercera versió, perquè està reescrita, i va fer la primera versió a la universitat.
A principis del 2020, Vega va interpretar el paper de "Band Leader" en un musical fora de Broadway basat en la pel·lícula de 1969 Bob & Carol & Ted & Alice, dirigida per Scott Elliott i produïda a The New Group a la ciutat de Nova York. Va substituir a Sheik, que va escriure la música de l'espectacle i va coescriure la lletra amb Amanda Green.[50] En la seva ressenya per The New York Times, el crític Ben Brantley va qualificar la Vega de "veu brandy" com "una presència encantadora i suaument sardònica".

## Amanuensis Productions
Vega va establir el seu propi segell discogràfic després de la crisi econòmica del 2008. A partir d'aquest moment, va deixar de treballar per a Blue Note Records i va començar a pensar en tornar a gravar el seu catàleg posterior amb nous arranjaments i aconseguir el control de les seves obres (cosa que finalment va fer amb la sèrie Close-Up de 2014).
El nom "Amanuensis Productions" va ser pensat com una broma privada sobre "servidor" (amanuensis) que posseïa els "masters" (mestres de gravació), també un joc de paraules d'A&M que encara era propietari legal de les seves cintes mestres anteriors.
Fer funcionar l'etiqueta va resultar més difícil del que esperava. L'any 2015, amb prou feines es va "esquivar", però estaven arribant noves llicències per a "Tom's Diner".

## Vida personal
El 17 de març de 1995, Vega es va casar amb Mitchell Froom, músic i productor discogràfic (que va tocar i va produir 99.9F° i Nine Objects of Desire). Tenen una filla, Ruby Froom (nascuda el 8 de juliol de 1994). L'àlbum d'estudi debut de la banda Soul Coughing Ruby Vroom (1994) va rebre el seu nom, amb l'aprovació de Vega. Vega i Froom es van separar i es van divorciar el 1998.
L'11 de febrer de 2006, Vega es va casar amb Paul Mills, un advocat i poeta, "22 anys després que la va proposar per primera vegada."
A partir del 2010, Ruby ha actuat de tant en tant amb la seva mare de gira. Vega practica el Budisme Nichiren i és membre de la branca nord-americana de l'associació budista mundial "Soka Gakkai International".

## Premis i nominacions
| Curs | Premis                                      | Feina                           | Categoria                                  | Resultat |
| ---- | ------------------------------------------- | ------------------------------- | ------------------------------------------ | -------- |
| 1985 | Premis Billboard de la Música               | Ella mateixa                    | Artista principal de Billboard 200 - Dona  | Nominat  |
| 1987 | Premis Billboard de la Música               | Ella mateixa                    | Artista principal de Billboard 200 - Dona  | Nominat  |
| 1987 | Premis Billboard de la Música               | Ella mateixa                    | Mil artista Billboard 200                  | Nominat  |
| 1987 | Premis Billboard de la Música               | Ella mateixa                    | Millor artista Hot 100                     | Nominat  |
| 1987 | Premis Billboard de la Música               | Ella mateixa                    | Artista dels 100 millors - Dona            | Nominat  |
| 1987 | Premis Billboard de la Música               | Solitud dempeus                 | Millor àlbum Billboard 200                 | Nominat  |
| 1987 | Premis Billboard de la Música               | Solitud dempeus                 | Top Pop Disc compacte                      | Nominat  |
| 1987 | Premis Billboard de la Música               | "Luka"                          | Top Hot 100 Song                           | Nominat  |
| 1987 | Premis NME                                  | Ella mateixa                    | Millor Cantant Femenina                    | guanyat  |
| 1988 | Pollstar Premis de la indústria del concert | Ella mateixa                    | Visita a la Sala Petita de l'Any           | Nominat  |
| 1988 | Premis de la música pop ASCAP               | "Luka"                          | Cançó més interpretada                     | guanyat  |
| 1988 | MTV Video Music Awards                      | "Luka"                          | Millor vídeo femení                        | guanyat  |
| 1988 | MTV Video Music Awards                      | "Luka"                          | Breakthrough Video                         | Nominat  |
| 1988 | MTV Video Music Awards                      | "Luka"                          | Millor fotografia                          | Nominat  |
| 1988 | Premis Grammy                               | "Luka"                          | Cançó de l'any                             | Nominat  |
| 1988 | Premis Grammy                               | "Luka"                          | Disc de l'any                              | Nominat  |
| 1988 | Premis Grammy                               | "Luka"                          | Millor interpretació vocal pop femenina    | Nominat  |
| 1990 | Premis Grammy                               | Dies de mà oberta               | Millor Enregistrament de Folk Contemporani | Nominat  |
| 1990 | Premis Grammy                               | Dies de mà oberta               | Millor paquet d'àlbums                     | guanyat  |
| 1992 | Billboard Music Video Awards                | "La sang fa soroll"             | Millor vídeo femení de pop/rock            | Nominat  |
| 1993 | Premis de la Música de Nova York            | Plantilla:Nom propi             | Millor àlbum de rock                       | guanyat  |
| 1996 | Premis de la Música Žebřík                  | Ella mateixa                    | Millor dona internacional                  | Nominat  |
| 2003 | Premis Glamour                              | Ella mateixa                    | Dona de l'any                              | guanyat  |
| 2004 | Premis Peabody                              | Ella mateixa                    | Entreteniment                              | guanyat  |
| 2008 | Premis Grammy                               | Bellesa i crim                  | Millor àlbum dissenyat, no clàssic         | guanyat  |
| 2010 | Premis de la Música de Nova York            | Close-Up Vol. 1, Cançons d'amor | Millor recopilació pop/rock                | guanyat  |
| 2012 | Premis Drama Desk                           | Carson McCullers parla d'amor   | Música destacada en una obra de teatre     | Nominat  |

## Discografia
Àlbums d'estudi
- Suzanne Vega (1985)
- Solitude Standing (1987)
- Days of Open Hand (1990)
- 99.9F° (1992)
- Nine Objects of Desire (1996)
- Songs in Red and Gray (2001)
- Beauty & Crime (2007)
- Tales from the Realm of the Queen of Pentacles (2014)
- Lover, Beloved: Songs from an Evening with Carson McCullers (2016)
- Flying with Angels (2025)

## Llibres
- The Passionate Eye: The Collected Writing of Suzanne Vega (1999) ISBN 9780380973538.

## Discografia
- 1985 - Suzanne Vega
- 1987 - Solitude Standing
- 1990 - Days of open Hand
- 1992 - 99.9 °F
- 1996 - Nine objects of desire
- 1998 - Tried and true
- 2001 - Songs in Red and Gray
- 2003 - Retrospective
- 2007 - Beauty and Crime
- 2014 - Tales from the Realm of the Queen of Pentacles
- 2016 - Lover, Beloved: Songs from an Evening with Carson McCullers